# Tetradactylus eastwoodae
Tetradactylus eastwoodae là một loài thằn lằn trong họ Gerrhosauridae. Loài này được Hewitt & Methuen mô tả khoa học đầu tiên năm 1913.